# Sam Cox
Sam Cox, né le 10 octobre 1990 à Londres, est un footballeur international guyanien jouant poste d’arrière droit ou de milieu défensif devenu entraîneur.

## Biographie

### En club

#### Académie de Tottenham et premier contrat
À l'âge de 15 ans, Cox passe notamment par l'académie de Tottenham. Il signe son premier contrat professionnel en juillet 2009.

### En sélection
En juin 2019, il est retenu par le sélectionneur Michael Johnson afin de participer à la Gold Cup organisée aux États-Unis, en Jamaïque et au Costa Rica.